# Узкоколейная железная дорога Шахтёрского погрузочно-транспортного управления
Узкоколейная железная дорога бывшего Шахтёрского погрузочно-транспортного управления — разобранная железнодорожная линия шириной колеи 750 мм, находившаяся в Углегорском районе Сахалинской области. Дорога имела протяжённость около 23 км. Линия начиналась на территории Шахтёрска и вела к шахте «Ударновская» в селе Ударном и к ныне разрушенной обогатительной фабрике западнее Шахтёрска. Использовалась для доставки угля на обогатительную фабрику и перевозки иных грузов в интересах шахт и целлюлозно-бумажного завода.

## История
Первые линии узкоколейной железной дороги вблизи нынешних городов Шахтёрск и Углегорск были построены в то время, когда Южный Сахалин был оккупирован Японией[уточнить]. Основным назначением узкоколейных железных дорог была доставка угля из угольных шахт в морские порты. Кроме того, узкоколейная железная дорога обслуживала бумажный завод в Углегорске и некоторые другие предприятия. Узкоколейка имела неплохое для того времени техническое оснащение. Японцы использовали на строительстве почти бесплатную рабочую силу — подневольных корейцев. Здесь имелось по меньшей мере одно разноуровневое пересечение с автомобильной дорогой, что в то время было почти немыслимым для отечественных узкоколейных железных дорог.
В 1937 году от станции Ильинск до Шахтёрска началось строительство железнодорожной линии колеи 1067 мм (по японским стандартам «ширококолейной»). Последующие 5 лет был проделан значительный объём работ, отсыпана насыпь почти на всём протяжении будущей магистрали, частично уложены рельсы. Но в 1942 году власти Карафуто приняли решение о консервации строительства. Между Углегорском и Шахтёрском на трассе будущей железнодорожной магистрали колеи 1067 мм был построен тоннель протяжённостью около 400 метров. В августе 1945 года, после коротких жестоких боёв, города Углегорск и Шахтёрск были захвачены советскими войсками. Вскоре Южный Сахалин был присоединён к СССР. Узкоколейная железная дорога была передана на баланс вновь созданного треста «Углегорскуголь». В последующие годы она получила значительное развитие. Был построен участок Углегорск — Шахтёрск, пролегающий через тоннель. Скорее всего, колея вскоре была изменена с 762 мм до 750 мм.
Позднее в городе Шахтёрск было образовано Шахтёрское погрузочно-транспортное управление. ШПТУ были переданы все линии узкоколейной железной дороги, кроме тех участков, которые находились южнее станции Узловая (в городе Углегорск и его ближайших окрестностях). Эти участки узкоколейной железной дороги находились в ведении Углегорского целлюлозно-бумажного завода. Узкоколейка выполняла значительный объём грузовых перевозок, на самом грузонапряжённом участке, от станции Шахтёрск до станции 8-й километр, было два главных пути. Основным грузом являлся уголь, добывавшийся шахтами, кроме того, перевозился лес для шахт, различные материалы и оборудование. На участке от порта Углегорск до целлюлозно-бумажного завода перевозился лес в сортиментах (балансах), готовая продукция (бумага). На сети имелось два локомотивных депо — в Углегорске, вблизи ЦБЗ, и на станции Шахтёрск.
В 1960-х годах паровозы были заменены мотовозами МД54-4, тепловозами ТУ4 и ТУ5, а 1970-х годах основными локомотивами стали тепловозы ТУ7 (ТУ7А). Пассажирского движения на узкоколейной железной дороге в то время уже не было, неудобное географическое положение линий мешало организации пассажирских перевозок, в результате чего пассажирские поезда не выдержали бы конкуренции с автобусами. На узкоколейной железной дороге имелся по меньшей мере один пассажирский вагон ПВ40 и вагон-столовая — вагоны использовались для перевозки путейцев. В 1990-х годах положение узкоколейной железной дороги ухудшилось, объём перевозок значительно сократился. Был разобран второй путь на участке Шахтёрск — 8 километр. Шахтёрское ПТУ было ликвидировано. На его базе было создано АО «Железнодорожник», позднее — ООО «Локомотив». Перевозки по линиям узкоколейной железной дороги в городе Углегорске сократились до минимума. Подвижной состав, принадлежавший Углегорскому целлюлозно-бумажному заводу, частично был передан в Шахтёрск, частично отправлялся в металлолом. В 2005 году Углегорский целлюлозно-бумажный завод был окончательно закрыт, все линии узкоколейной железной дороги в Углегорске были разобраны. В 2005 году также была окончательно закрыта шахта «Углегорская», участок узкоколейной железной дороги от станции Шахтёрск до шахты был разобран.
По состоянию на ноябрь 2017 года железная дорога разобрана вследствие закрытия шахты.

## Подвижной состав
По состоянию на 2006 год в депо Шахтёрск имелся следующий тяговый подвижной состав с определяемыми номерами:
Локомотивы
- ТУ4 — № 1841 (по состоянию на 2013 год списан)[3]
- ТУ7 — № 0690 (переоборудован в снегоочиститель)
- ТУ6Д — № 0138 (используется для доставки на линию путейцев и для ремонтных работ)
- ТУ7 — № 1938, № 2681
- ТУ7А — № 3020, № 3054, № 3148, № 3185

Вагоны
- УВС-22
- Платформы
- Вагоны ПДБ используют для перевозки угля
- Плужный снегоочиститель